# Fojo Lobal
Fojo Lobal ist ein Ort und eine ehemalige Gemeinde (Freguesia) im nordportugiesischen Kreis Ponte de Lima der Unterregion Minho-Lima. Die Gemeinde hatte 283 Einwohner (Stand 30. Juni 2011).
Am 29. September 2013 wurden die Gemeinden Fojo Lobal und Cabaços zur neuen Gemeinde Cabaços e Fojo Lobal zusammengeschlossen.